# Jotus maculivertex
Jotus maculivertex là một loài nhện trong họ Salticidae.
Loài này thuộc chi Jotus. Jotus maculivertex được Embrik Strand miêu tả năm 1911.